# 궈진룽

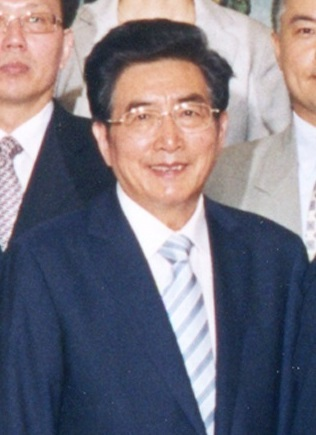

궈진룽(郭金龙, 1947년 7월 ~ )은 중화인민공화국의 정치인이다. 장쑤성 난징시 출신이다. 현재, 중국 공산당 베이징 시 당위원회 서기, 초대 베이징 시 올림픽조직위원회 집행위원장, 당 부서기이다. 중국공산당 제15기 중앙위원회 후보위원, 제16기와 17기 중앙위원이다.

## 경력
1970년 난징 대학 물리학과를 졸업했으며, 쓰촨성 중 현 수리전력국 기술원에 들어갔다. 1979년 중국 공산당에 입당했다. 1983년 중 현 당위원회 부서기와 현장에 취임했다. 그리고 1985년 쓰촨 성 당위원회 농업연구실과 성 농경위원회의 부주임을 맡았다. 1987년 중국공산당 러산 시 시당위원회 부서기를 거쳐, 1990년 러산 시당위원회 서기를 지냈다.
1992년 10월 중국공산당 쓰촨 성 당위원회 상위, 반년 후에는 당위원회 부서기와 부성장을 차례로 역임했다. 1993년 12월 티베트 자치구 당위원회 부서기에 올랐으며, 1997년 9월 중국공산당 제15차 전국인민대표대회에서 중앙위원 후보로 선출되었다. 2000년 10월에는 티베트 자치구 당위원회 서기가 되었으며, 2002년 11월 제16차 전국인민대표대회에서 중앙위원으로 선출되었다.
2003년, 전국인민대표회의 상무위원에 올랐으며 2004년 12월, 안후이성 당위원회 서기 그리고 나중에 안후이 성 인민대표 상위 주임을 겸했다. 2007년 11월 29일, 중국공산당은 귀진룽을 중국공산당 베이징 시위원회 부서기로 임명할 것을 결정하였고, 다음 날 30일에는 중국공산당 베이징 시위원회는 베이징 시 부시장과 대리 시장으로 취임하는 것을 승인했다. 2008년 1월 26일 베이징 시 제12계 인민대표대회 제1차 회의에서 궈진룽은 베이징 시장으로 당선되었다.